# Свети Димитър (Маркова църква)
Вижте пояснителната страница за други значения на Свети Димитър.
Марковата църква „Свети Димитър“ (на сръбски: Црква Светог Димитрија) се намира в село Маркова църква, община Лайковац, Централна Сърбия.
Църквата е метох в едноименното селище на българския Марков манастир край Скопие.  Изградена е в моравски стил. До нея се намира известната в района Кумова воденица.